# Platylister pini
Platylister pini är en skalbaggsart som först beskrevs av Lewis 1884.  Platylister pini ingår i släktet Platylister och familjen stumpbaggar. Inga underarter finns listade i Catalogue of Life.